# سماك (مهنة)

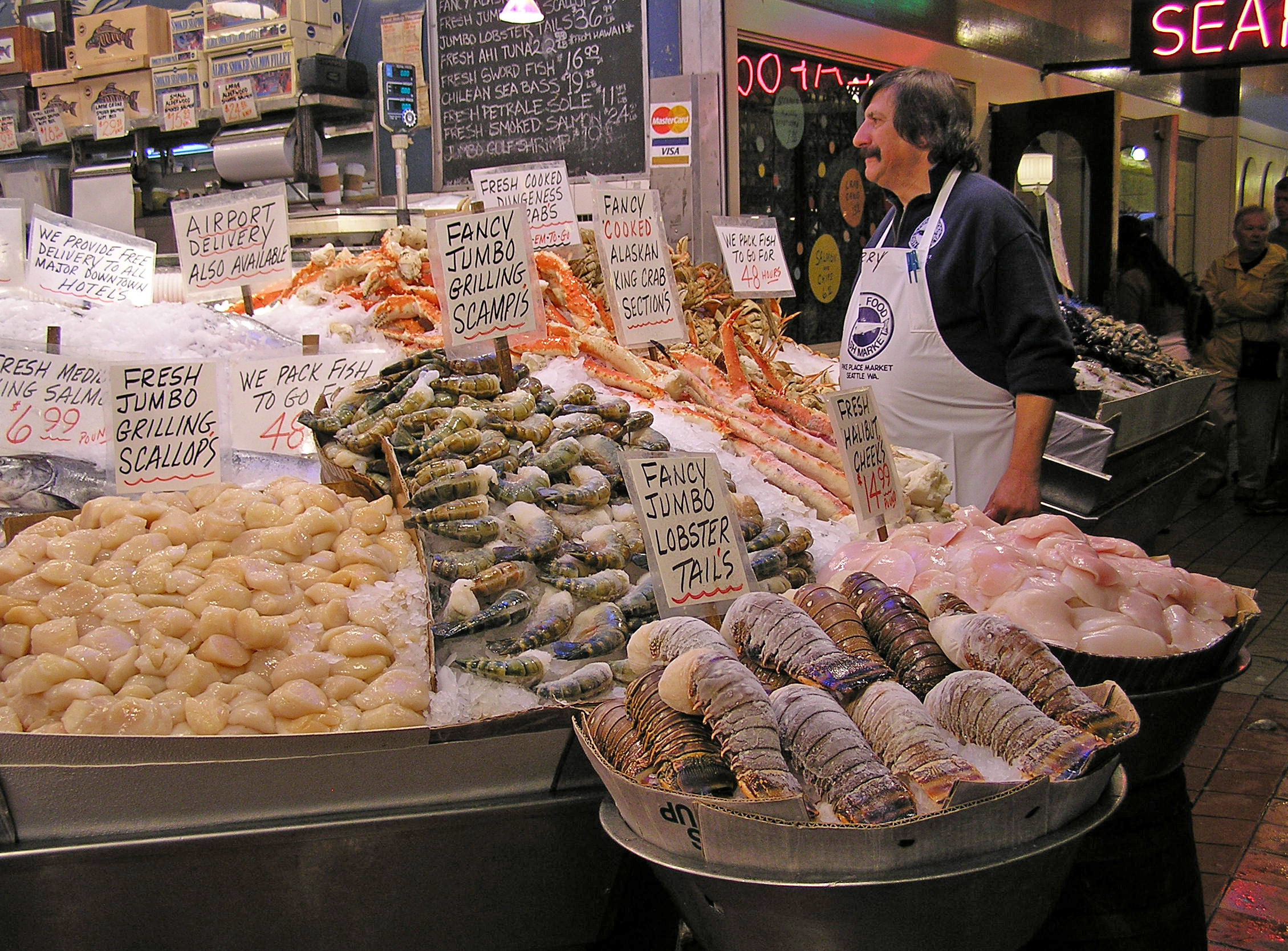
سمَّاك في سوق بايك بلاس على الواجهة البحرية لمدينة سياتل.

السمَّاك مَنْ يبيع الأسماك النيئة و ثمار البحر. يمكن أن يكون السمَّاك تاجر جملة أو تاجر تجزئة ويتم تدريبهم على الاختيار والشراء، والتعامل، والتقطيع، والعزل، والشرائح، والعرض، والتسويق، وبيع منتجاتهم. تحل المتاجر الكبرى الحديثة في بعض البلدان محلَّ بائعي الأسماك الذين يعملون في المتاجر أو أسواق الأسماك .

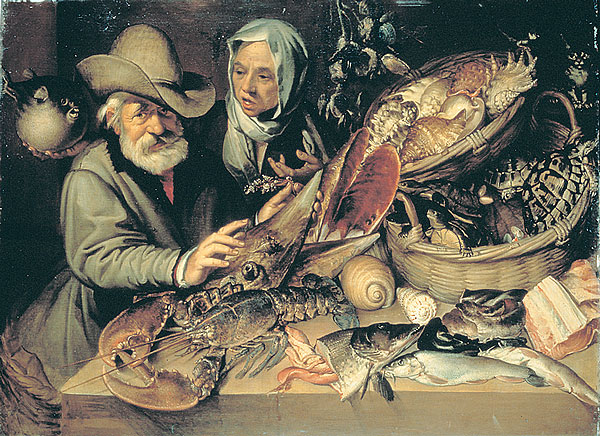
كشك سمَّاك من القرن السادس عشر. بارتولوميو باساروتي.

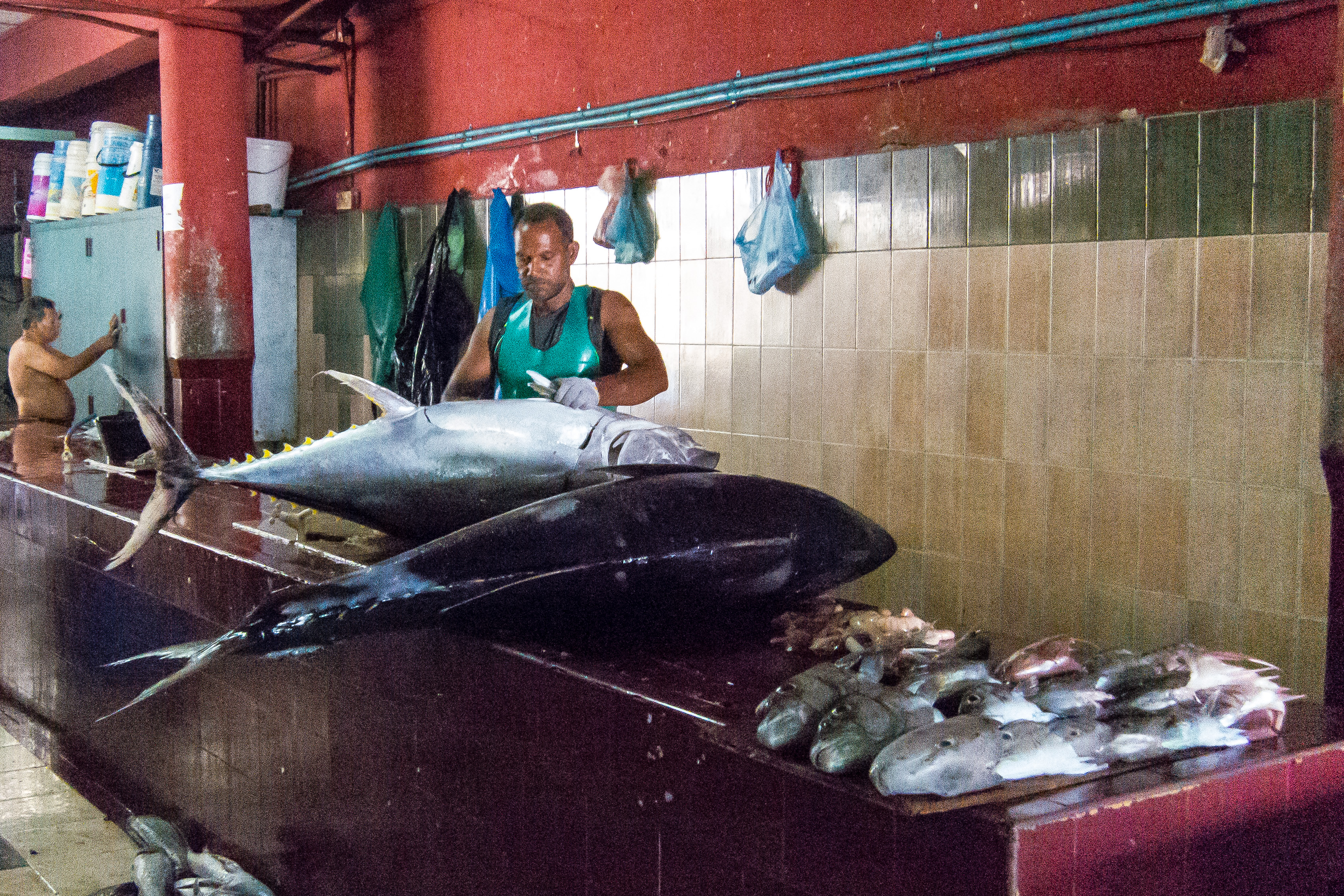
سمَّاك يستعد لتنظيف وتعضية زوج من الأسماك الكبيرة في ماليه.